# Седрік Каррассо
Седрі́к Каррассо́ (фр. Cédric Carrasso, нар. 30 грудня 1981, Авіньйон) — французький футболіст, воротар турецького «Галатасарая».

## Клубна кар'єра
У дорослому футболі дебютував 2000 року виступами за команду клубу «Олімпік» (Марсель), у складі якої взяв участь загалом у 85 матчах чемпіонату. Виступи за марсельську команду переривалися періодами оренди. Зокрема, у 2001—2002 роках перебував у розпорядженні тренерського штабу англійського «Крістал Пелес», а в 2004—2005 захищав ворота нижчолігового французького «Генгама».
2008 року перейшов до клубу «Тулуза», в якому змінив Ніколя Душе на позиції основного воротаря команди. Виправдав покладені на нього надії — в сезоні 2008-09 «Тулуза» пропустила лише 27 голів, найменше серед усіх команд французької Ліги 1.
Впевнена гра на воротах тулузької команди привернула до Каррассо увагу керівництва діючого на той час чемпіона країни «Бордо», до складу якого голкіпер приєднався 30 червня 2009 року за 8 мільйонів євро. Наразі встиг відіграти за команду з Бордо 95 матчів в національному чемпіонаті. У складі «Бордо» виборов титул володаря Суперкубка Франції.

## Виступи за збірні
Своїми виступами за «Тулузу» привернув увагу тренерського штабу національної збірної Франції, отримавши свій перший виклик до головної команди країни у лютому 2009 року. З того часу регулярно запрошувався до складу збірної, розглядаючись, втім, як другий резервний голкіпер, — після Уго Льоріса та Стіва Манданди.
Дебютував в офіційних матчах збірної лише 8 червня 2011 року, відстоявши «на нуль» у товариській грі проти збірної Польщі.

## Титули і досягнення
- Володар Кубка Франції (1):

«Бордо»: 2012-13
- Володар Суперкубка Франції (1):

«Бордо»: 2009